# Comportements alimentaires des herbivores
 (septembre 2022).

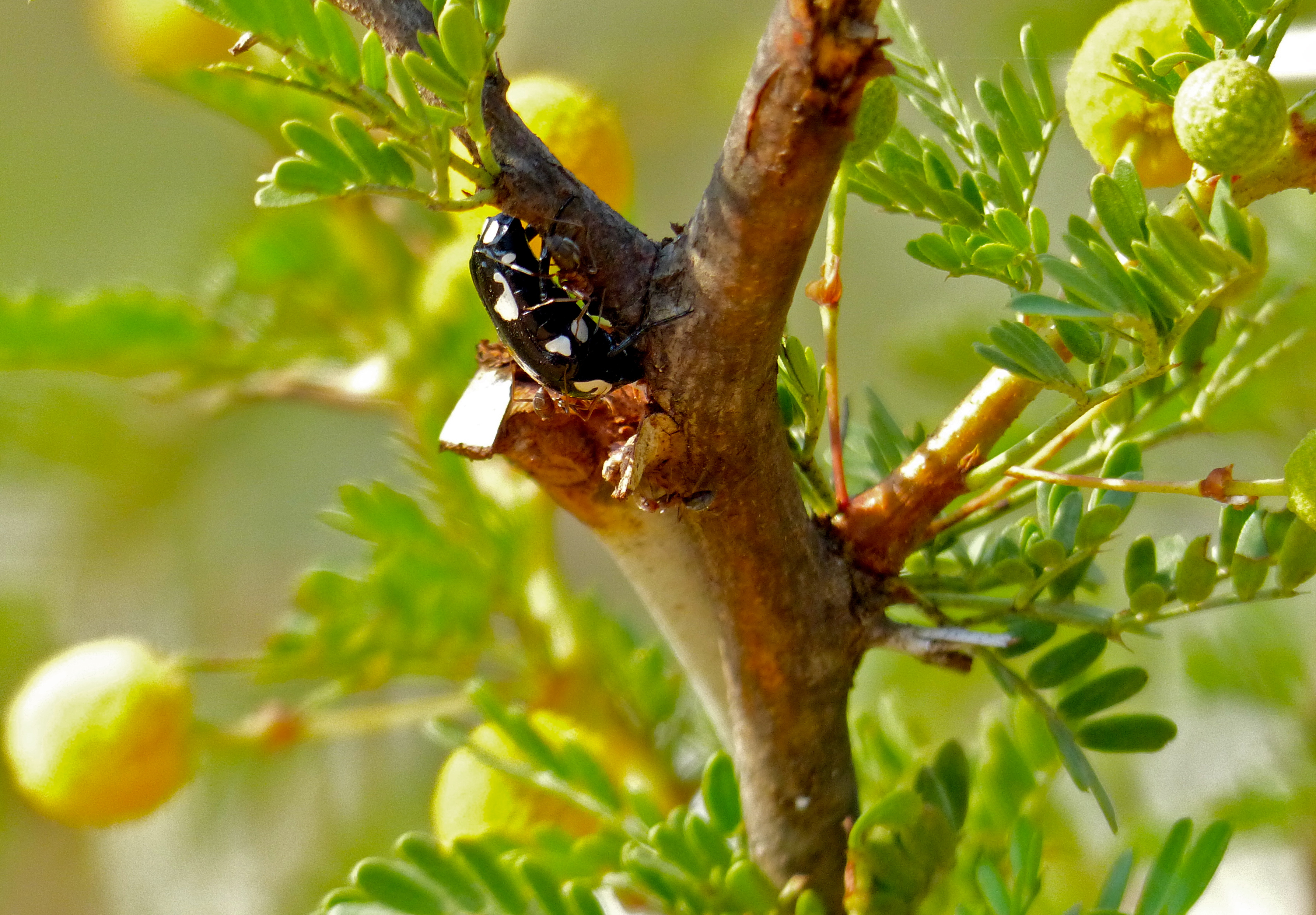
' est un cétoine opophage, inféodé aux coulées de sève.

Un phytophage, ou herbivore au sens large, est un organisme vivant qui se nourrit de végétaux. Suivant la partie végétale consommée, l'écologie végétale distingue plusieurs comportements alimentaires des herbivores :
- anthophage, qui se nourrit de fleurs ;
- baccivore qui se nourrit principalement de baies ;
- carpophage ou frugivore, qui se nourrit des fruits ou des fructifications des végétaux. Par exemple certains singes ;
- cléthrophage ou granivore, qui se nourrit de graines ;
- conophage qui se nourrit exclusivement dans les graines et les cônes des conifères ;
- glandivore qui se nourrit de glands ;
- herbivore au sens strict, qui se nourrit d'herbes ;
- hétéroconophage, qui attaque les graines et les cônes à l'occasion, mais qui vit et se nourrit généralement des tiges et des aiguilles des conifères ;
- nectarivore, qui se nourrit de nectar comme certains lépidoptères ;
- nucivore, qui se nourrit de noix ;
- phloémophage, qui se nourrit des tissus du phloème ;
- phyllophage ou folivore, qui se nourrit du tissu de la feuille des végétaux comme les bovinés par exemple ;
- planctonivore, qui se nourrit de plancton ;
- pollinivore, qui se nourrit de pollen ;
- rhizophage ou radicivore, qui se nourrit des racines des végétaux ;
- succivore ou opophage (du latin succinum ou du grec opos, sève), qui se nourrit de la sève plus ou moins fermentée, qui se forme au niveau des plaies, artificielles ou naturelles, de l'écorce des plantes et surtout des arbres[2] ;
- xylophage, qui se nourrit de tissus ligneux.